# Diggs
«Diggs» (с англ. — «Диггз») — двенадцатый эпизод двадцать пятого сезона мультсериала «Симпсоны». Вышел в эфир 9 марта 2014 года в США на телеканале FOX.

## Сюжет
Приезжий и новообращенный христианский священник из неблагополучной миссии в Индонезии просит прихожан Спрингфилдской церкви сделать пожертвования на помощь больным детям. Барт сочувствует своему сверстнику из рассказа священника и просит своих родителей о пожертвовании. Гомер в конце концов уступает, одалживая ему 20 долларов. Однако почти сразу начинает давить на сына, требуя выплатить долг. В отчаянии Барт объявляет на детской площадке, что он готов съесть все что угодно за деньги, кроме самих денег. Дети начинают отдавать Барту на съедение разные вещи — использованную жевательную резинку, воск для зубов, корицу, зверобой и дохлую лягушку, приготовленную для вскрытия. Лиза предупреждает брата, чтобы он не ел это животное, но Барт её не слушает и попадает в больницу, так как лягушка была полна формальдегида — высокотоксичного яда. Барт отдаёт отцу долг, но теперь друзья и одноклассники (и даже Милхаус) избегают его за то, что он съел лягушку.
Когда хулиганы собираются напасть на Барта из-за его репутации пожирателя лягушек, к нему на помощь внезапно приходит ручной сокол ученика, недавно переведённого из другой школы. Так Барт знакомится с Диггзом  и его соколом Свободой. Диггз показывает ему скрытый от лишних глаз клуб соколиной охоты. Барт просится вступить в клуб и начинает проводить много времени с Диггзом и Свободой. Однажды Диггс пытается взлететь, прыгнув с верхушки высокого дерева, в результате чего получает травму и попадает в больницу.
Барт навещает друга в больнице и сообщает ему, что Свобода временно живёт у них дома, а также спрашивает, что побудило его прыгнуть с дерева. Диггз объясняет, что хотел полететь. В палату входит доктор Хибберт с ещё одним доктором и просят Барта покинуть помещение, чтобы другой доктор мог пообщаться с пациентом. Барт подслушивает и узнаёт, что Диггса переводят в психиатрическую лечебницу. Барт спрашивает разрешения навестить друга в этой клинике, но мать говорит ему, что это не подходящее место для маленького мальчика.
Барт возвращается в школу со Свободой и в клубе соколиной охоты встречает Диггза. Тот утверждает, что его отпустили на день, на конкурс соколиной охоты и дали лекарства, которые не отпустят до вечера. На конкурсе Диггз посвящает Барта в план по освобождению всех соколов. Барт помогает ему осуществить план, и соколы улетают вслед за Свободой. Напоследок Диггз назначает Барта новым президентом клуба соколиной охоты. Диггз благодарит Барта за дружбу и уезжает. Сразу после этого приходит Милхаус и извиняется перед Бартом за то, что избегал его.

## Производство
Диванную сцену нарисовал Сильвен Шоме.